# Mesolimulus
Mesolimulus — вимерлий рід членистоногих. Найбільш відомі екземпляри виявлено в зольнхофенському мармурі, біля Зольнхофена, Баварія, Німеччина. Спочатку приписували живому роду Limulus, вони належать до сучасних мечохвостів і фактично мають з ними однаковий вигляд. Інші види, що належать до Mesolimulus, було зафіксовано в Іспанії, Сибіру та (під сумнівом) в Лівані.